# Váradi Károly (pap)
Váradi Károly (Pest, 1861. október 21. – Székesfehérvár, 1911. május 18.) piarista áldozópap és tankerületi főigazgató, a székesfehérvári püspöki szentszék ülnöke.

## Élete
Szülővárosában a gimnázium VI. osztályát elvégezvén, 1877. augusztus 27-én a piarista rendbe lépett Vácon. 1878-80-ban Kecskeméten fejezte be tanulmányait. Két évig Nyitrán teológus, Budapesten egyetemi hallgató volt és a klasszika filológiából tanári oklevelet nyert. Tanított 1884-től 1899-ig Szegeden, majd Debrecenben házfőnök és gimnáziumi igazgató lett; 1904-től pedig a székesfehérvári tankerület főigazgatója volt. Elhunyt 1911. május 18-án éjjel fél 12 órakor, örök nyugalomra helyezték 1911. május 20-án szombaton délután a Szentháromságról elnevezett temetőben.
A Szent István Társulat tudományos és irodalmi osztályának, a szegedi Dugonics Társaság rendes, az Országos Pázmány Egyesületnek rendes, az Országos Középiskolai Tanáregyesületnek pedig választmányi tagja volt.
A fővárosi és vidéki lapokba költeményeket és cikkeket írt; a Budapesti Hirlapnak és az Ókori lexikonnak munkatársa volt. Cikkei a szegedi főgymnasium Értesítőjében (1895. A gyermek, annak erényei és hibái); a debreczeni főgymnasium Értesítőjében (1900. Középiskola és szülői ház, 1903., 1904. A debreczeni róm. kath. főgymnasium); a Csengeri- Pasteiner, Görög földön. Bpest, 1895. c. munkában. (Nike Apteros temploma és az Erechteion).

## Munkái
- Horváth Cyrill concretismusa. Bpest, 1885 (kül. ny. a M. Állam 31., 32. sz.)
- A gymnasium reformja és Frary Rezső munkája a latin nyelv kérdéséről. Szeged, 1886
- A középiskola kérdése. Uo. 1889
- A görög nyelv tanításáért folyt. vita. Uo. 1891
- Szegedtől Rómáig. Uo. 1893
- Róma városa, templomai és műkincsei. Temesvár, 1893
- A colosseum. Szeged, 1893
- Három hét görög földön. Uo. 1894 (különny. a szegedi főgymn. Értesítőjéből. Ism. Egyet. Philol. Közlöny XXV.)
- Raphael Sanzio. Uo. 1895